# Герасимівка (зупинний пункт)
Гера́симівка — пасажирська зупинна платформа Лиманської дирекції Донецької залізниці.
Розташована на півночі смт Ясногірка, Краматорський район, Донецької області. Платформа розташована на лінії Слов'янськ — Горлівка між станціями Шпичкине (4 км) та Слов'янськ (6 км).
На платформі зупиняються приміські поїзди.